# Naples (Texas)
Naples es una ciudad ubicada en el condado de Morris en el estado estadounidense de Texas. En el Censo de 2010 tenía una población de 1.378 habitantes y una densidad poblacional de 223,08 personas por km².

## Geografía
Naples se encuentra ubicada en las coordenadas 33°12′7″N 94°40′44″O / 33.20194, -94.67889. Según la Oficina del Censo de los Estados Unidos, Naples tiene una superficie total de 6.18 km², de la cual 6.13 km² corresponden a tierra firme y (0.75%) 0.05 km² es agua.

## Demografía
Según el censo de 2010, había 1.378 personas residiendo en Naples. La densidad de población era de 223,08 hab./km². De los 1.378 habitantes, Naples estaba compuesto por el 65.67% blancos, el 28.74% eran afroamericanos, el 0.94% eran amerindios, el 0% eran asiáticos, el 0% eran isleños del Pacífico, el 2.18% eran de otras razas y el 2.47% pertenecían a dos o más razas. Del total de la población el 4.64% eran hispanos o latinos de cualquier raza.